# Krezip

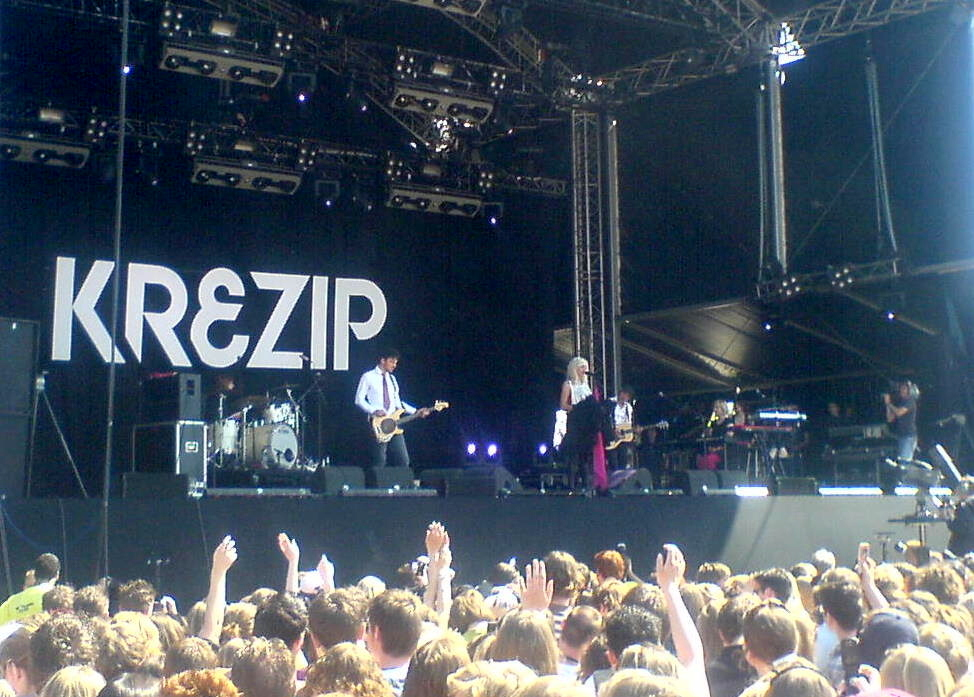
Krezip op het Bevrijdingsfestival Overijssel 2008 in Zwolle.

Krezip is een Nederlandse band uit Tilburg, waarvan de harde kern bestaat uit zangeres en pianiste Jacqueline Govaert, haar zus Anne Govaert op gitaar, Annelies Kuijsters op toetsen en zang, en Joost van Haaren op bas. De eerste jaren was de groep een vijfpersoons formatie, met Kuijsters op gitaar en zang en Govaert op piano. Maar in 2000 moest Kuijsters wegens een polsprobleem stoppen met snaarinstrumenten. Zij maakte toen met succes de overstap naar  toetseniste, wat Govaert volle bewegingsvrijheid op het podium gaf. Wel werd toen een nieuw bandlid op gitaar aangetrokken, en werd Krezip zespersoons. De consequente bezetting met twee gitaristen droeg bij aan de eigen sound van de band.
Per 2004 werd gitarist Thomas Holthuis opgevolgd door JP Hoekstra en drummer Thijs Romeijn vanaf 1 januari 2005 door Bram van den Berg.
Op 27 juni 2009 nam de band afscheid in de Heineken Music Hall. In 2019 keerde Krezip na een pauze van tien jaar weer terug, met een interview in De Wereld Draait Door op dinsdag 29 januari, en met optredens in de Ziggo Dome en op Pinkpop. In 2020 en 2023 traden ze op bij Vrienden van Amstel Live. Krezip stond in totaal zesmaal op Pinkpop.

## Biografie

### Begin en doorbraak
Krezip werd in 1997 opgericht, met de Belgische band K's Choice als voornaamste inspiratiebron. Dat de naam Krezip  een anagram van 'perzik' is, is puur toeval. De naam ontstond als 'onzinwoord', dat grappig klonk. Toen de bandleden nog op de middelbare school zaten, hadden ze al een reputatie opgebouwd in het clubcircuit.
In eigen beheer brachten ze in 1998 twee (naamloze) demo's uit op cassettebandjes, met onder andere de nummers Perfect en I Agree. In 1999 verscheen, eveneens in eigen beheer, op cd de demo Run Around. Daarop staan onder andere de nummers In Her Sun (Stupid) en Run Around the World, alsook de live-uitvoering van de nummers Why Falling en I'll Be Gone. Deze nummers zijn in 1998 tijdens een optreden in het Claraklooster te 's-Hertogenbosch  opgenomen. Genodigden betaalden ieder vijf gulden aan de deur, waarbij hun namen werden genoteerd. Het ingezamelde bedrag was bestemd voor de opname van het album Run around. De namen van het aanwezige publiek staan in de dankbetuiging op het cd-hoesje van Run Around vermeld.
Mede dankzij een optreden op het festival Pinkpop in 2000 raakte Krezip ook bij een groter publiek bekend. Zowel het debuutalbum Nothing Less als de single I Would Stay werden grote hits, zo staan zowel het album als de single in de top drie van bestverkochte albums/singles in 2000. In 2002 volgde het tweede album, Days Like This, dat ook enkele hits opleverde.

### Nieuwe start: What Are You Waiting For
In 2004 werd Krezip, tegelijk met andere Nederlandse bands, door de platenmaatschappij Warner Music op straat gezet. Hierdoor werd de single All I'm Asking For alleen als download uitgebracht. Daarop sloten de bandleden in 2005 een nieuw contract met Sony BMG. Op 26 april van dat jaar brachten ze bij dit label de single Out Of My Bed uit. Deze single was afkomstig van het album What Are You Waiting For, dat op 9 mei 2005 uitkwam. What Are You Waiting For is geproduceerd door het Amerikaanse echtpaar Wizardz of Oz.
De tweede single van het album was Don’t Crush Me, die vanaf 18 juli 2005 in de winkels lag. Datzelfde jaar was Same Mistake (van hetzelfde album) te horen in de kaskraker Het Schnitzelparadijs, een film van Martin Koolhoven.

### Plug It In
Op 14 mei 2007 bracht Krezip hun 4e studio-album uit, getiteld Plug it in. Al in april 2007 werd een eerste single van dit album, Plug It In & Turn Me On, uitgebracht, die de 21e plaats in de Top 40 bereikte. De tweede single van het album, Play This Game With Me, werd in juli 2007 uitgebracht. Op 15 oktober kwam All My Life uit, de derde en laatste single van het album Plug it in. De videoclip van dit nummer werd in Rotterdam opgenomen. Krezip was echter niet tevreden met het resultaat en besloot een andere clip te maken. De nieuwe clip kreeg een persoonlijker karakter, aangezien de vriend van Jacqueline en het huis waarin ze woonden, een prominente rol in de clip speelden. All My Life groeide uit tot een grote hit en was zelfs een tijdje de meest gedraaide plaat op de Nederlandse radio. In de Nederlandse Top 40 bereikte deze single de zevende plaats, waardoor Krezip sinds lange tijd weer in de top 10 te vinden was. 
In het voorjaar van 2008 kwam de single Everybody's Gotta Learn Sometime uit, een cover van de band The Korgis, afkomstig van de soundtrack van de Nederlandse film Alles is Liefde. Het album Plug It In heeft Krezip een gouden plaat opgeleverd.

### Tien jaar
Eind augustus 2007 gelastte de gemeente Den Haag een gepland optreden van Krezip in die stad af, omdat het optreden van de populaire band zoveel mensen zou trekken dat de openbare veiligheid niet langer gegarandeerd kon worden.
In november 2007 werd de documentaire Krezip is 10, geregisseerd door Suzanna Noort, uitgezonden door de NPS.
Op 29 december 2007 vierde Krezip hun tienjarig jubileum in de Heineken Music Hall met een eindejaarsconcert. Oude hits werden met nieuwe nummers afgewisseld. Het was de eerste keer dat de band in deze Amsterdamse concertzaal optrad met een eigen show. Vier live nummers van dit optreden werden vervolgens toegevoegd aan een "special edition" van Plug It In, samen met de nummers Everybody's Got to Learn Sometime, een cover van Everybody's Gotta Learn Sometime van de band The Korgis en Look What You've Done. Dit album kwam uit op 25 februari 2008.

### Einde
In 2008 werd bekendgemaakt dat er in december een Best-Of-compilatie van de band zou verschijnen. Aanvankelijk werd gesuggereerd dat dit een goed moment was voor de band om terug te kijken, maar Krezip maakte op 2 oktober 2008 in het radioprogramma van Giel Beelen op 3FM bekend uit elkaar te gaan. Na net geen 12 jaar vonden de bandleden dat ze hun eigen weg moesten gaan. Een tijdelijke stop vonden ze geen oplossing en ze kozen er daarom voor permanent te stoppen. 
Vlak voor hun laatste optreden was Krezip te zien op Pinkpop 2009. Ze vielen in omdat Depeche Mode afgezegd had. Als aardigheidje werd de pasgeboren baby van Jacqueline eventjes getoond aan het publiek. Hun twee uitverkochte afscheidsconcerten vonden op vrijdag 26 juni en zaterdag 27 juni 2009 plaats in de Heineken Music Hall. Het laatste concert werd uitgezonden door BNN. De laatste single van Krezip heet Sweet Goodbyes.

### Na Krezip
Jacqueline Govaert ging verder met zingen. Ze nam in 2009 het nummer Never Say Never op met Armin van Buuren, zong een duet, Wherever I Go, met Alain Clark, bracht in 2010 het solo-album Good Life uit en in 2014 het album Songs to Soothe. Joost van Haaren en Bram van den Berg voegden zich in 2009 bij de liveband van VanVelzen. JP Hoekstra ging in The Sheer spelen. Ook richtten Joost van Haaren, JP Hoekstra en Bram van den Berg Guild of Stags op. De band ontstond in de zomer van 2009 toen zij de Engelse zanger Michael Devlin ontmoetten, tijdens een jamsessie op het strand van Bloemendaal. Na het spelen van een aantal klassiekers van Led Zeppelin en Queen besloten ze om nog eens samen te komen in Londen om daar aan eigen materiaal te werken. Een week en zes eigen classic rock/blues-nummers later was Guild of Stags een feit. In maart 2011 brachten zij hun eerste single, Hit ‘n Miss uit, waarna een tournee langs diverse radiostations, podia en festivals plaatsvond. Gitarist Anne Govaert en toetsenist Annelies Kuijsters richtten zich na Krezip op hun studie. Annelies Kuijsters bleef ondertussen muziek maken (ze speelde in Agua de Annique). Bram van den Berg liet in 2023 nog van zich spreken als invallend drummer bij U2.

### Comeback
Op 29 januari 2019 waren ze in de uitzending van De Wereld Draait Door aanwezig en hielden ze de première van hun nieuwe single Lost Without You. 
In De Veronica Ochtendshow met Giel, een radioprogramma van Giel Beelen, was op 28 januari 2019 al bekendgemaakt dat Krezip mogelijk bij elkaar zou komen om te spelen op Pinkpop 2019. Op de website van de band en op social media waren hiervan voortekenen te zien. Op de site van de band verscheen in het weekend ervoor plotseling een grote aftelklok op een roze achtergrond en ook op de instagram- en facebookaccounts verschenen roze vlakken, wat veel fans deed denken aan Pinkpop, aangezien roze de kleur is van dit festival. Later op de dag, om 19.30 uur, het moment waarop de aftelklok op 0 stond, verscheen op de site van de band de melding dat ze zowel op Pinkpop als in oktober in Ziggo Dome zouden optreden.
Op 8 juni 2019 verscheen de tweede nieuwe single How Would You Feel.
Het concert op 26 oktober 2019 in Ziggo Dome was binnen enkele minuten uitverkocht. Door dit succes werden er twee extra concerten toegevoegd op 24 en 25 oktober 2019. Ook deze concerten waren uitverkocht.

### Sweet High
De band was zo verrast door alle positieve reacties op hun reünie dat ze geïnspireerd raakten om meer nieuwe muziek te schrijven. Als complete verrassing voor alle fans lanceerde Krezip tijdens het eerste reünieconcert in de Ziggo Dome hun eerste album in twaalf jaar tijd: Sweet High.

### Any Day Now
Vlak voor de start van de eerste clubtour werd het nieuwe album Any Day Now aangekondigd. Tijdens de clubtour werd vaste drummer Bram van den Berg vervangen door naamgenoot Bram Hakkens, die eerder al met Jacqueline Govaert meespeelde tijdens haar solotour. Per het najaar van 2023 is Bram van den Berg namelijk bij U2 invaller voor drummer Larry Mullen jr.

## Leden

### Huidige leden
- Jacqueline Govaert – zang, piano (1997–2009, 2019-heden)
- Annelies Kuijsters – gitaar (1997–2001), keyboard, synthesizers, achtergrondzang (2001-2009, 2019-heden)
- Anne Govaert – gitaar, achtergrondzang (1997–2009, 2019-heden)
- Joost van Haren – basgitaar (1997–2009, 2019-heden)
- Jan Peter Hoekstra – gitaar, achtergrondzang (2004–2009, 2019-heden)
- Bram Hakkens – drums (2023-heden)

### Voormalige leden
- Thomas Holthuis – gitaar (2001–2003)
- Thijs Romeijn – drums (1997–2004)
- Bram van den Berg – drums (2005–2009, 2019-2023)